# Robert Ley
Robert Ley (15. února 1890 Niederbreidenbach – 25. října 1945 Norimberk) byl německý politik, zastával úřad říšského vůdce nacistické strany v Německu NSDAP a vedoucího sdružení Deutsche Arbeitsfront (Německá pracovní fronta). Jeho celoživotní úsilí zanechalo výraznou stopu v německém národu ve své době. Podle něj byl jistý druh nového osídlení Němci nazván „Ley-Siedlung“ (Leyovo osídlení) a loď pro přepravu pasažérů byla pojmenována Robert Ley. Byl mezi obviněnými v Norimberském procesu s hlavními válečnými zločinci a stanul před Mezinárodním vojenským tribunálem, před soudem však spáchal sebevraždu.

## Život
Robert Ley vyrůstal jako syn zemědělce Friedricha Ley a jeho manželky Emilie (narozené Forestové), v oblasti Severní Porýní-Vestfálsko na východ od Kolína nad Rýnem, jako sedmé z jedenácti dětí. Ve věku šesti let jeho otec zapálil vlastní hospodářství při pojistném podvodu. Leyův otec byl poté odsouzen k několika letům vězení a Ley získal zkušenost celoživotních obav ze sociálního úpadku a směřování k bezmezné ctižádosti a extrémním formám sebevyjádření.
Po roce 1910 dokončil střední školu a zapsal se na univerzitu v Jeně (5 semestrů) a Bonnu (2 semestry) a pak přestoupil na Westfälische Wilhelms-Universität v Münsteru (WWU). V Jeně, se stal členem pěveckého sboru Sängerschaft zu St. Pauli Jena. Až do vypuknutí války v roce 1914 se ve svém vzdělávání v oboru chemie potravin na WWU Münster dostal až k státní zkoušce. Nastoupil jako dobrovolník do armády v první světové válce, jako dělostřelec se zúčastnil bitev u Verdunu a na Sommě.
Jako pozorovatel u Fliegerabteilung 202 (Artillerie) byl postřelen. V roce 1917 byl sestřelen nad Francií a 29. července 1917 padl do francouzského zajetí a dva roky strávil jako válečný zajatec. Během nouzového přistání ve Francii byl těžce raněn a měl těžký otřes mozku. Prožil klinickou smrt. Jednu nohu mu měli původně amputovat. Ze zajetí se po fyzických strádáních vrátil v roce 1920 do Německa. Zlomená noha a vážné poranění mozku byly trvalými následky tohoto válečného utrpení. Jeho vážná závislost na alkoholu a jeho sklon ke koktání mohly být důsledkem válečných zranění. Pro své zotavení v zajetí prodělal několik opakovaných operací.
Po návratu na Westfälische Wilhelms-Universität složil úspěšně doktorát v oboru chemie. Přispěl k poznání glyceridů a v roce 1920 vykonával zaměstnání ve firmě Bayer, v Leverkusenu. Byl rozhořčen francouzskou okupací Porúří v roce 1924, přidal se na stranu ultranacionalistů. Jeho psychické problémy mu bránily orientovat se v sociální situaci ve Výmarské republice a vstoupil do nacistické strany ihned po přečtení řeči Adolfa Hitlera při jeho soudu po pivním puči v Mnichově.
V roce 1922 se mu narodila dcera Renata.

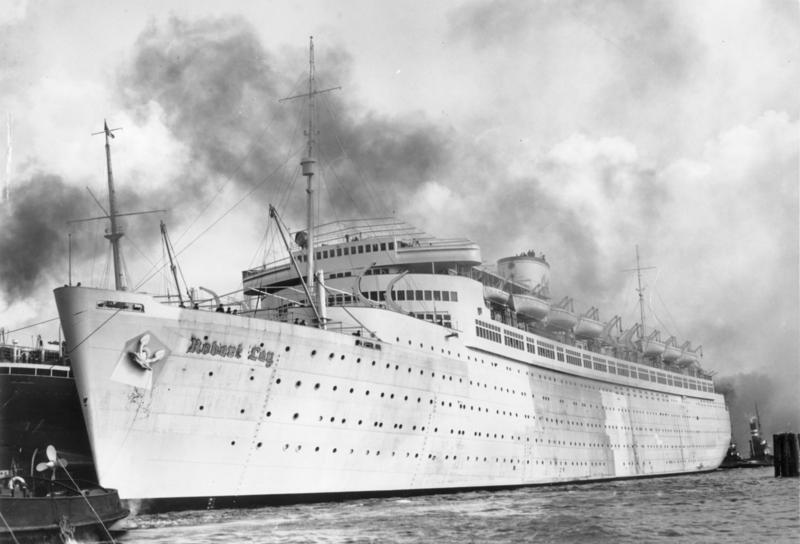
Dopravní loď pro zájezdy pracujících v rámci Kraft durch Freude, Kdf-Schiff „Robert Ley“

## Politická kariéra
V NSDAP jej v roce 1923 jmenoval Adolf Hitler regionálním zástupcem strany pro jižní Porýní. Ley prokázal neochvějnou loajalitu k Adolfu Hitlerovi, jako vůdci strany, který ignoroval stížnosti na aroganci, neschopnost a opilecké aféry Roberta Leye.
Pro nadměrné požívání alkoholu a pro antisemitské útoky na bankéře přišel v roce 1928 o práci v dceřiné společnosti Bayer, v IG Farben. Ve stejném roce jej však na plný úvazek zaměstnala organizace NSDAP v oblasti Kolín-Aachen, a stal se členem pruského zemského sněmu. Během těchto let se Ley stal zapáleným řečníkem a agitátorem.
Podílel se na pouličních bojích a dalších nepokojích. Byl redaktorem stranického listu Westdeutscher Beobachter (Západoněmecký pozorovatel), pomáhal jej plnit svými texty které odsuzovaly praktiky židovských obchodních domů a napadal „židovské finanční síly.“ Ve svém projevu v květnu 1942 v Karlsruhe, vysvětloval, že to židovští „nepřátele lidstva“ nebyli dosud dostatečně izolováni. Kromě toho ve svém projevu dne 2. června 1942 se v Berlínském Siemens Werken jasně prohlásil že: „Židovství musí padnout a také padne. Židovství bude a musí být zničeno. To je naše svatá víra.“ Ley obvykle opakoval ve svých projevech, že vyhlazení židovské rasy v Evropě je výslovným cílem národního socialismu.
Robert Ley měl vždy tendence – bez ohledu na předmět – mluvit velmi vášnivě a v slepé snaze prosadit nebo potvrdit svá tvrzení která hlásal, ztrácel podle některých názorů zcela pojem pro realitu, například o Adolfu Hitlerovi tvrdil že je vševědoucí, nebo oznámil brzy očekávané dobytí Měsíce a všech planet (Německem).
Po odstoupení Gregora Strassera dne 8. prosince 1932 jej Adolf Hitler jmenoval v prosinci 1932 říšským vůdcem organizace (ROL) NSDAP. Ley však nikdy nedosáhl moci svého předchůdce. Adolf Hitler jmenoval 21. dubna 1933 Rudolfa Hesse jeho zástupcem a dal mu pravomoc řešit „všechny stranické otázky“ a rozhodovat jeho jménem. Za pomoci svého hlavního zaměstnance Martina Bormanna dokázal Hess zvítězit ve vedení vnitřní strany. Ley se tak stal vůdcem „politické organizace NSDAP“. Ústředním řídícím orgánem NSDAP, byl však nacistický Stab des Stellvertreters des Führers (v roce 1941 přejmenována na „Partei-Kanzlei“), který se podílel na všech důležitých rozhodnutích stranického a státního aparátu.

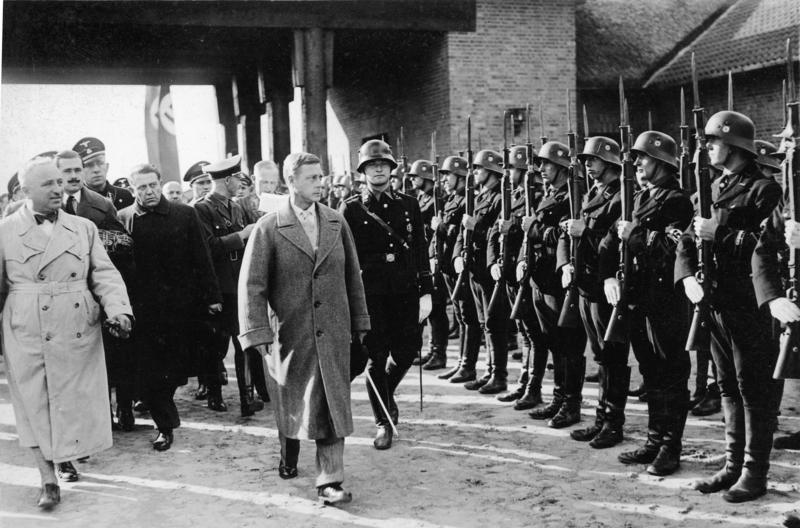
Jako průvodce při přátelské návštěvě vévody z Windsoru v nacistickém Německu

V roce 1937 doprovázel Ley vévodkyni a vévodu z Windsoru, prince Edvarda, na cestě Německem, při vévodově prohlídce rasově čistých rodin, ukázkové továrny a zařízení pro budoucí vůdce strany. Vévodkyni předal bonboniéru s nápisem „Königliche Hoheit“ (Jeho královské výsosti) ačkoliv byla Američanka (vlastním jménem Wallis Simpsonová) a její prostý, buržoazní původ, vyvolával velký odpor v rodině vévody. Vévoda se o poměrech v Německu vyjádřil pozitivně.
Osobním cílem Roberta Ley bylo stát se „otcem“ a „supervizorem“ při obnově nacistické strany. Získal kontrolu nad politiky organizace, školením a personálním obsazením. Byl přijat jeho způsob organizace elitních škol („Ordensburgen“) a vytvoření norimberských sjezdů vedoucích představitelů nacistické strany – Nürnberger Reichsparteitage. Během druhé světové války měl Ley dozor nad státním programem bydlení.
S ohledem na své významné zásluhy o vlast a své nepopiratelné úspěchy ve vedení a organizaci strany převzal Robert Ley v roce 1940 od Adolfa Hitlera peněžité ocenění ve výši 1 milionu říšských marek.

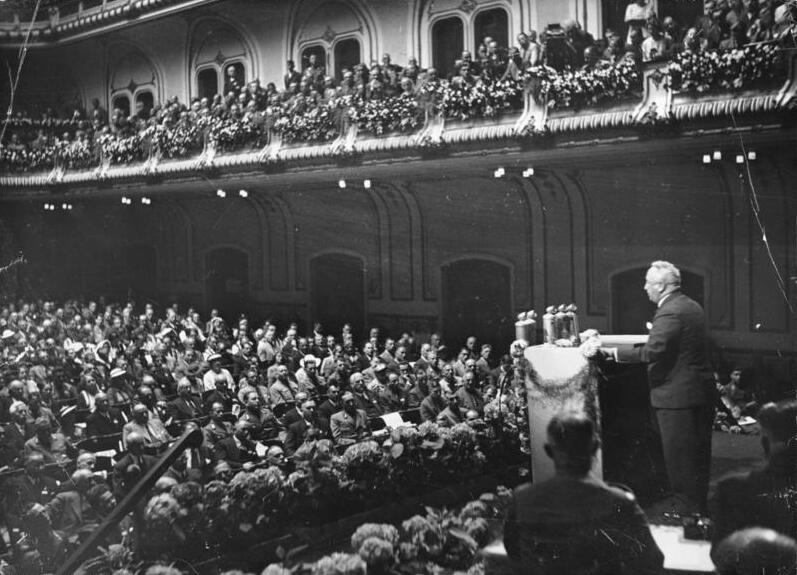
Při své řeči na světovém kongresu pro KdF v Hamburku

## Organizátorem Deutsche Arbeitsfront
Když se Hitler v lednu 1933 stal kancléřem, Ley ho doprovázel do Berlína. A v dubnu 1933, když byla odborová hnutí byla převzata nacisty řízeným státem, jej Hitler jmenoval vedoucím  Aktionskomitees zum Schutz der Deutschen Arbeit (Akčního výboru pro ochranu německé práce), který měl za úkol řešení odborářských problémů a převzetí odborů. Akční výbor byl později převeden na Deutsche Arbeitsfront (DAF), vůdcem organizace byl Robert Ley až do roku 1945. Leyova výchova v chudých poměrech a jeho osobní zkušenosti s dělnicku třídou způsobila, že byl vnímavý na ty stranické prvky, které byly spíše levicové. Ačkoliv tak vystupoval v opozici k Adolfu Hitlerovi, vždy jej podporoval ve stranických sporech. Jeho vztah s Hitlerem mu pomohl přežít nepřátelství jiných stranických funkcionářů, jako například pokladníka strany, Franze Xavera Schwarze, který Leye považoval pouze za nekompetentního opilce.
Po zahájení kampaně proti odborům 2. května 1933 do rozpadu odborů 10. května 1933 byla v Berlíně založena organizace DAF. V první fázi vývoje do konce roku 1933 toto nově vzniklé sdružení německých dělníků a německých zaměstnanců, stejně jako jiná velká i malá zaměstnanecká odborová sdružení ještě obsahovalo ústupky levicovým myšlenkám odborů.
Vůdce organizace NSBO, která byla včleněna do DAF, Reinhard Muchow, člen socialistického křídla nacistické strany, se však brzy stal dominantní postavou v DAF, a začal svojí aktivitou zastiňovat Leye. Muchow ze správy DAF odstraňoval bývalé sociální demokraty a komunisty a na jejich místa dosazoval své příznivce. Buňky NSBO pod hlavičkou DAF, stejně jako dříve odbory, agitovaly v továrnách stran mzdy a pracovních podmínek, a zaměstnavatelé si brzy stěžovali na Hitlera a další nacistické vůdce, že se DAF chová stejně špatně jako komunisté.

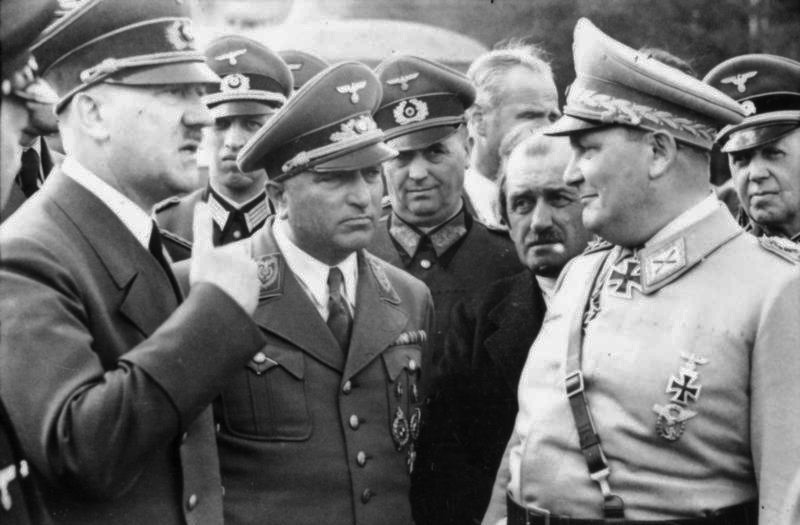
R. Ley s A. Hitlerem, Ferdinandem Porschem a Hermannem Göringem

V lednu 1934 nový zákon účinně potlačil nezávislé odborové tovární organizace, i ty nacistické, a otázky mzdy a pracovních podmínek řešil Treuhänder der Arbeit (Správce práce), ovládaný zaměstnavateli. Při této příležitosti byl také Muchow propuštěn a Ley obnovil kontrolu nad DAF. DAF se tak stal efektivním nástrojem pro ukáznění pracujících a sloužil potřebám nacistického režimu, zejména při masivní expanzi zbrojního průmyslu.
DAF se později připojil k federaci NSDAP. Odborový charakter organizace byl změněn velkou mírou sociální demagogie. Ve vnímání dělníků měl zobrazovat DAF jako „organizaci všech pracujících Němců, jejich předvoj a pěst“ a tvrdili, že zaměstnanci „jsou rovnocennými a respektovanými členy národa“. Tato idea, přirovnání k mentalitě frontových vojáků v zákopech první světové války měly podporovat představy práce jako boje na pracovišti. Taková představa přesně odpovídala ideálům sociálního darwinismu NSDAP, člověku, jako bojovníku proti jeho nepřátelům.

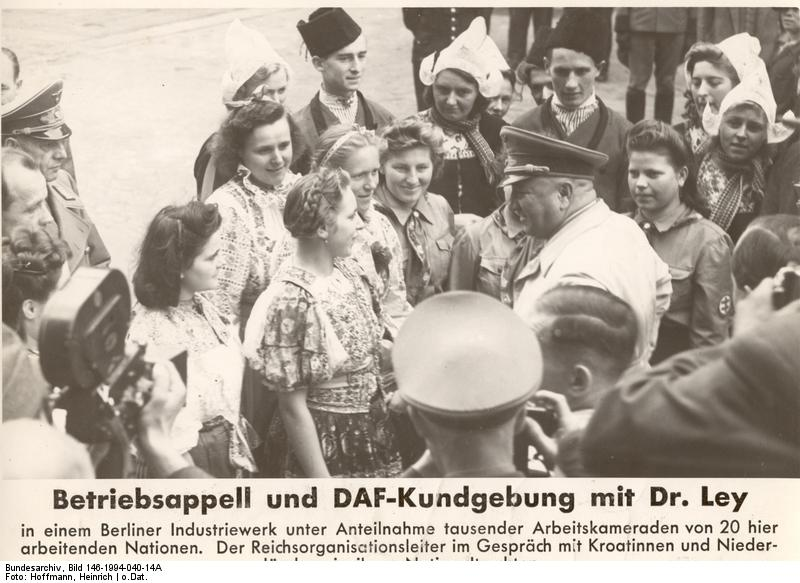
Propagační fotografie: Zahraniční pracovníci v Říši

Počet členů DAF byl 5 320 000 v červenci 1933, 16 000 000 v červnu 1934, 25 000 000 v prosinci 1942, což ji postavilo do role největší masové organizace v nacistickém Německu. Vedla k zrovnoprávnění, rovnostářství (glajchšaltování – Gleichschaltung)  práce a zlepšení organizace volného času v Německu během vlády národního socialismu prostřednictvím organizovaného sociálního pojištění a „NS.-Gemeinschaft Kraft durch Freude“ („Radostí k síle“). Organizace DAF a především její program Kraft durch Freude výrazně přispěl k pozitivnímu vnímání nacistického režimu masami.
Cílem snahy Roberta Ley v roce 1935 byly stranické školy („Ordensburgen“), školy založené a určené pro mladé dospělé, včetně stranické školy Sonthofen im Allgäu a Vogelsang v pohoří Eifel. Ale již od roku 1937 byly také založeny ve spolupráci s „Mládeží říšského vůdce“ Baldur von Schiracha stranické školy pečující o chlapce ve věku 12 roků.
Nejvýznamnějším programem DAF a KdF bylo „lidové auto“, Volkswagen, původně projekt realizovaný na Hitlerovu žádost automobilkou Ferdinandem Porsche. Když německý automobilový průmysl nebyl schopen splnit Hitlerův požadavek, aby Volkswagen byl prodáván za 1000 říšských marek nebo méně, projekt převzal DAF. Strana podle Leye převzala tento úkol, protože soukromý sektor selhal, pro „krátkozrakost, zlobu, šmelinu a hloupost“ „ obchodníků. Pro DAF, Porsche postavil novou továrnu Volkswagen na výrobu vozů ve Fallerslebenu, za obrovskou cenu, která byla částečně kryta z majetku společnosti DAF, příspěvků zaplacených členy DAF. Volkswagen byl prodáván německým zaměstnancům na splátky. První modely se objevily v únoru 1939. Vypuknutí války však znamenalo, že žádný z 340.000 pracovníků, kteří zaplatili za auto ho vůbec nedostal. Celý projekt byl finančně nezdravý, a byl možný jen díky korupci a nedostatku zodpovědnosti nacistického režimu.
Také své rodné město Waldbröl toužil Ley proslavit. R. Ley chtěl z městečka, které mělo méně než 10 000 obyvatel udělat „největší město mezi Kolínem a Kasselem“. Po příkladu závodu Volkswagen v Fallerslebenu měla být v tomto místě továrna na traktory (Porsche-Diesel Motorenbau) postavená s přístupem na dálnici a s metrem. Kromě toho zde byly plánovány dvě vlakové vlečky na Aggertalbahn a Wiehltalbahn, rozšířené na dvoukolejnou hlavní trať.
Služební vila R. Leyeho byla přestavěna v roce 1938 z vily Leonhart Königswinter.
Poté, co svoji moc upevnil, zneužíval ji způsobem, který byl okatý i na poměry nacistického režimu. Přes štědrý plat vedoucího představitele DAF, organizace Leiter, požitků z funkcí a velkých zisků z Westdeutsche Beobachter zpronevěřoval i finanční prostředky DAF pro svou osobní potřebu. V roce 1938 vlastnil luxusní statek poblíž Kolína nad Rýnem, řetězec vil v dalších městech, vozový park, měl vlastní železniční vozy a velké umělecké sbírky. Stále více věnoval svůj čas ženám a nadměrnému požívání alkoholu, takže se stával účastníkem trapných scén na veřejnosti. Dne 29. prosince 1942 spáchala jeho druhá žena Inge (1916–1942) po vzájemné potyčce sebevraždu. Leyem vedená organizace DAF a jeho podřízení, se stali notoricky známými korupcí. Historici uvádí, že: „…DAF rychle začal získávat pověst zřejmě nejzkorumpovanější ze všech významných institucí Třetí říše. Na tom, ovšem Ley měl velkou část viny…“

## Pokles významu

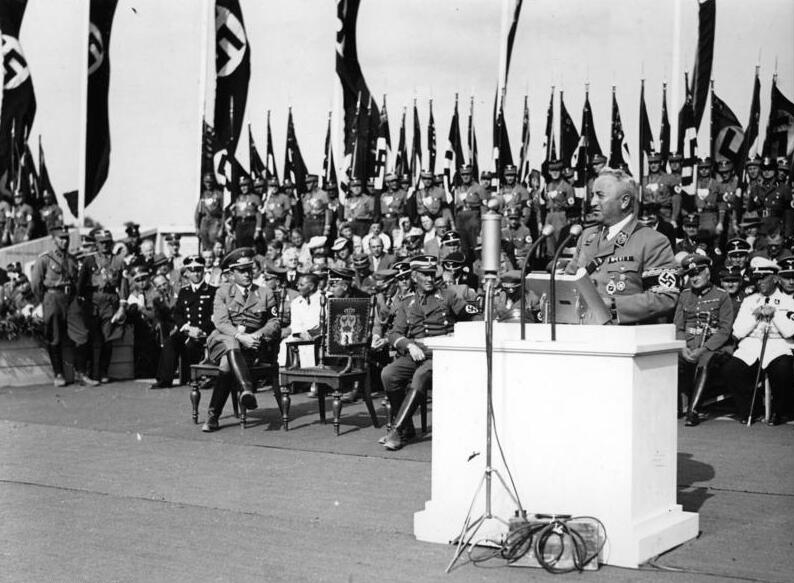
Robert Ley v Grundsteinlegung für Siedlung

Od roku 1939 Ley postupně ztrácel svůj dříve významný vliv na Fritze Todta, říšského ministra (Reichsminister für Bewaffnung und Munition) a později na jeho nástupce, Alberta Speera. To bylo dáno především poklesem významu dělnických organizací po zahájení války a odčerpáváním možností průmyslu pro válečnou výrobu.
Také Fritz Sauckel zplnomocněnec generálního ředitelství pro přidělování práce s ním byl ve sporu. R. Ley byl znám veřejně jako závislý na alkoholu a často řídil automobil opilý. Bylo mu tajně přezdíváno „Reichstrunkenbold“ (Říšský opilec) a „Immerblau“ (Notorik). V roce 1939 se stal čestným senátorem univerzity v Karlsruhe.

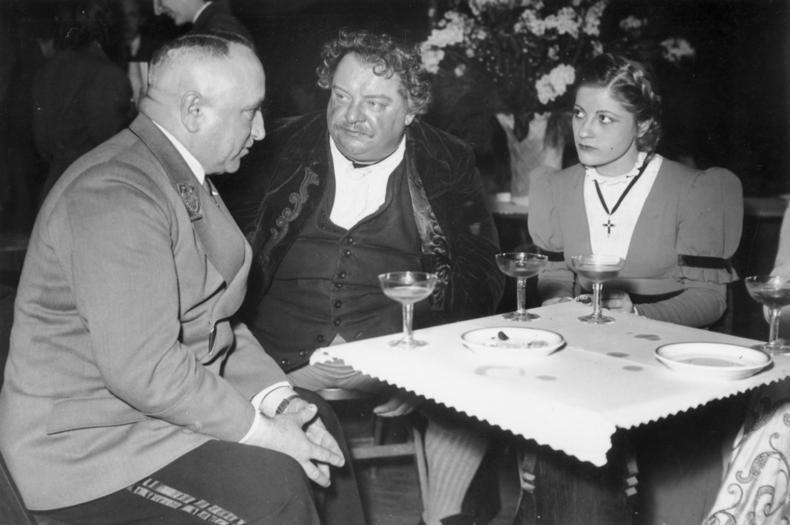
Při setkání s herci v okupované Paříži na Champs Elysées při představení hry Friedricha Schillera, 1941

Ovšem v oblasti bydlení si Ley udržel vliv. Dne 15. listopadu 1940 jej Adolf Hitler, jmenoval do funkce říšského komisaře pro sociální bydlení („Reichskommissar für den sozialen Wohnungsbau“). Na jaře roku 1942 byla pro něj vytvořena funkce se zvýšenými pravomocemi „Reichswohnungskommissar“, aby si udržel svoji vedoucí pozici. Přes odpor říšského ministra práce Franze Seldteho a Martina Bormanna (Vedoucí hlavní kanceláře NSDAP) a vedoucího strategické podpory Alberta Speera, obdržel úkol zorganizovat materiální pomoc lidem bez přístřeší (Deutschen Wohnungshilfswerk, DWH), když na podzim roku 1943 měly oběti letecké války dostat provizorní bydlení.
Poté, co byli němečtí dělníci odvedeni na frontu, nabývali významu v Německu zahraniční pracovníci. První z „dělníků“ byli z Francie a později je následovali otroci z Československa, Polska, Ukrajiny a dalších východních zemí. Ley hrál jistou roli v programu distribuce této pracovní síly (Totální nasazení), ale byl zastíněn Fritzem Sauckelem v roce 1942.
Přesto byl Ley hluboce zapleten do týrání zahraničních otroků. V říjnu 1942 se zúčastnil setkání v Essenu mezi Paulem Pliegerem (vedoucím podniku Reichswerke Hermann Göring) a kapitány německého uhelného průmyslu. Jeden z historiků popisuje:
| „ | Klíčovým bodem jednání byla otázka jak zacházet s Rusy. … Robert Ley, jako obvykle, byl opilý. A když byl Ley opilý, byl náchylný mluvit co ho napadlo. Když bylo tolik v sázce, nebyl žádný prostor pro soucit a zdvořilosti. Nátlak byl příliš velký, Ley očekával že budou manažeři disciplinovaní, poslušní. Jak Ley řekl: „Když musí být ruské prase poraženo, budou to obyčejní němečtí zaměstnanci, kteří to udělají.“ | “ |
| — | |   |

Ley si byl vědom, že cílem nacistického režimu je vyhlazení Židů v Evropě. Ley tuto snahu od počátku povzbuzoval virulentním antisemitismem svých publikací a projevů. V únoru 1941 byl přítomen na zasedání spolu s Speerem, Bormannem a polním maršálem Wilhelmem Keitelem, ve kterém Hitler projevil své názory na řešení „židovské otázky“.
Když byly 13. února 1945 bombardovány Drážďany, napsal Ley v novinovém článku že ze zničení krásných Drážďan čerpá téměř úlevu. „Teď je po všem. V našem boji za vítězství se již nemusíme ohlížet na ochranu německých kulturních památek. Kupředu!… Teď pochodujeme vstříc německému vítězství bez zbytečné zátěže, bez těžkých duchovních a materiálních zavazadel buržoazie.“
Dne 29. dubna 1945 byl potvrzen politickou závětí Adolfa Hitlera jako hlava DAF.

## Mezinárodní vojenský tribunál

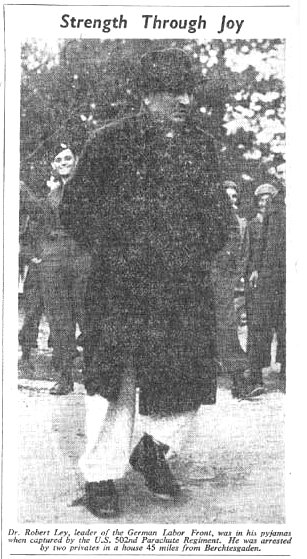
Robert Ley ve vězení

Dne 16. května byl zajat americkými výsadkáři ze 101. výsadkové divize v domě ševce v obci Schleching. Tvrdil, že je Dr. Ernst Distelmeyer, ale byl identifikován Franzem Xaverem Schwarzem, pokladníkem nacistické strany a dlouholetým nepřítelem.
Byl internován v táboře Ashcan v lucemburském Bad Mondorfu spolu s ostatními členy vedení nacistické strany a wehrmachtu. Byl obviněn v Norimberském procesu jako jeden z hlavních válečných zločinců.
V Norimberském procesu byl Ley obžalován z bodu jedna – ze společného plánu nebo spiknutí s úmyslem vést agresivní válku v rozporu s mezinárodním právem nebo smlouvami; z bodu tři – z válečných zločinů, včetně špatného zacházení s válečnými zajatci nebo civilním obyvatelstvem a bodu čtyři – zločinů proti lidskosti, vražd, vyhlazování, zotročování civilního obyvatelstva, pronásledování na základě rasy, náboženství nebo politických důvodů.

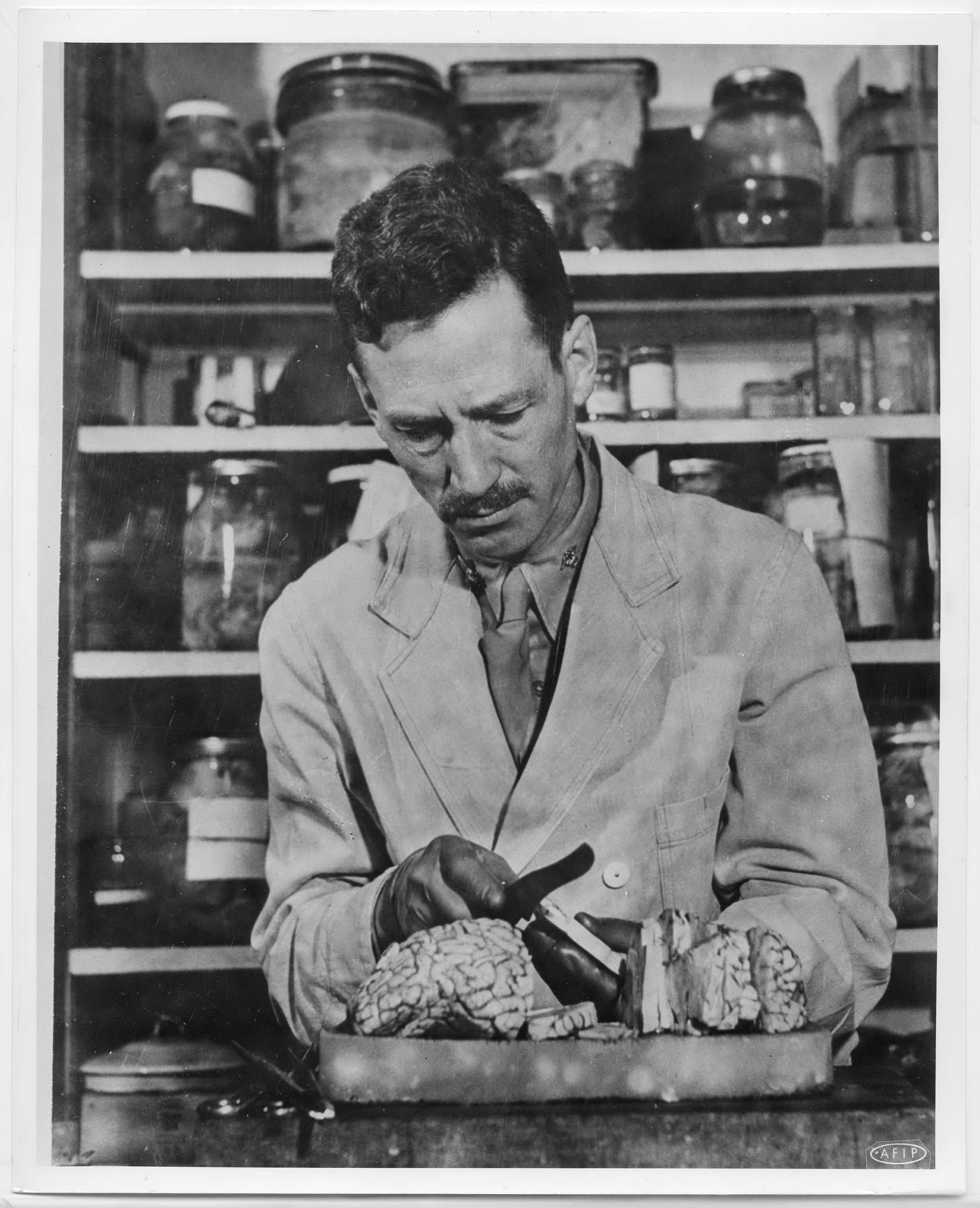
Patolog zkoumající mozek R. Leye

Ley byl očividně pobouřen tím, že je považován za válečného zločince. Před soudem Mezinárodním vojenským tribunálem v samovazbě v Norimberku spáchal sebevraždu poté, co si roztrhal spodní prádlo a oběsil se ve své cele vsedě na záchodě na provazu vlastnoručně vyrobeném z textilních součástek.